# Jacques Cassini

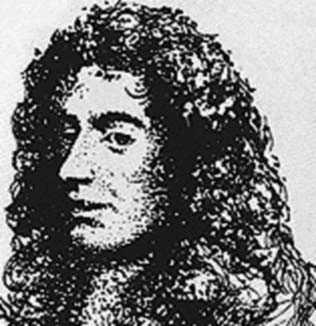
Jacques Cassini

Jacques Cassini (ur. 8 lutego 1677 w Paryżu, zm. 16 kwietnia 1756 w Thury-sous-Clermont) – francuski astronom pochodzenia włoskiego.

## Życiorys
Urodził się w obserwatorium paryskim, którego dyrektorem był jego ojciec Giovanni Cassini. Studiował w Collège des Quatre-Nations w Paryżu. Jako siedemnastolatek został członkiem Francuskiej Akademii Nauk, a w 1698 roku został wybrany do Royal Society.
W 1712 roku objął po zmarłym ojcu kierowanie obserwatorium. Łączył pomiary astronomiczne z geodezyjnymi. W 1713 roku zaproponował nową metodę wyznaczania długości geograficznej za pomocą obserwacji przesłaniania gwiazd i planet przez Księżyc. Wyznaczył przebieg południka z Paryża do Dunkierki. Opublikował tablice astronomiczne, zawierające m.in. zestawienie satelitów Saturna.
Kolejnym dyrektorem obserwatorium paryskiego został jego syn César François Cassini de Thury.